# بتاسوم
بتاسوم (انگلیسی: BETASOM) یک پایگاه زیردریایی بود که در بوردو فرانسه، توسط نیروی دریایی سلطنتی ایتالیا در جنگ جهانی دوم تأسیس شد.